# Straight to the Heart
 (septembre 2017).
Straight To The Heart est le neuvième album du saxophoniste David Sanborn sorti en 1984.

## Liste des chansons
1. Hideaway (D. Sanborn)
2. Straight to the Heart (M. Miller)
3. Run for Cover (M. Miller)
4. Smile (C. Perkinson)
5. Lisa (D. Sanborn)
6. Love & Happiness (Al Green / Mabon L. Rodgers)
7. Lotus Blossom (Don Groinick)
8. One Hundred Ways (Kathy Wakefiels / Ben Wright / Tony Coleman)

## Personnel
- David Sanborn – saxophone alto
- Marcus Miller – basse, synthétiseur, chœur
- Hiram Bullock – guitare électrique, chœur
- Buddy Williams – batterie, chœur
- Don Grolnick - claviers
- Ralph MacDonald – percussions (Run For Cover, Lisa, One Hundred Ways)
- Errol "Crusher" Bennet – percussions (Straight To The Heart)
- Michael Brecker – saxophone ténor (One Hundred Ways)
- Randy Brecker – trompette (One Hundred Ways)
- Jon Fadis – trompette (One Hundred Ways)
- Michael White – percussions (Love & Happiness)
- Hamish Stuart – chant (Love & Happiness)